# Європейський покерний тур
The Poerstars European Poker Tour (EPT) — серія покерних турнірів, подібних до World Poker Tour (WPT), що створена переможцем турніру Poker Million — Джоном Даті у 2004 році. Серія набула популярності завдяки вибуху популярності техаського холдему у першій половині двотисячних. Частина прав належить компанії PokerStars, яка і спонсорує турніри. Права на телевізійне мовлення у Європі належать канау Sunset + Vine. Сьогодні EPT належить до найпрестижніших покерних турнірів світу, а сума призових кожного турніру зазвичай перевищує 10 млн доларів.
У 2008 році вперше був проведений турнір EPT на Багамах, який отримав назву PokerStars Caribbean Adventure. То був перший турнір серії за межами Європи. В Україні відкриті серії турніру відбуваються у Харкові. Для того, щоб привернути увагу до цього змагання для всіх покерних любителів безкоштовно проводиться серія онлайн турнірів EPTlive Freeroll з великим призовим фондом.